# 臺灣縣 (1684年—1887年)

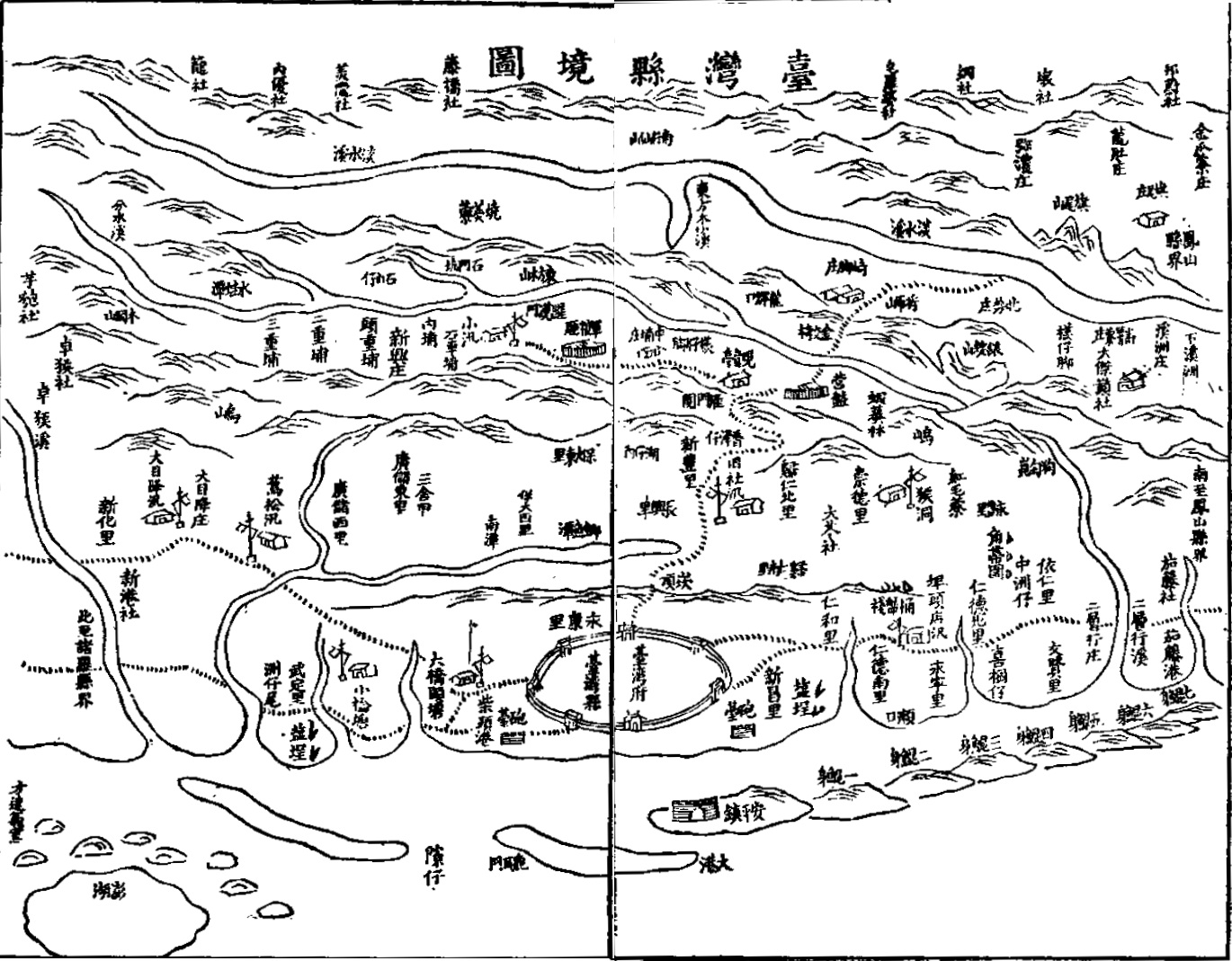
《重修臺灣縣志》（1752年）裡附的臺灣縣境圖

臺灣縣，1684年設立於今臺南市南部，為臺灣府首縣，隸屬福建省。1885年臺灣建省，另於臺灣中部新設臺灣縣，原臺灣縣改稱安平縣，並隸屬臺南府。1893年時人口約196,000人。

## 沿革

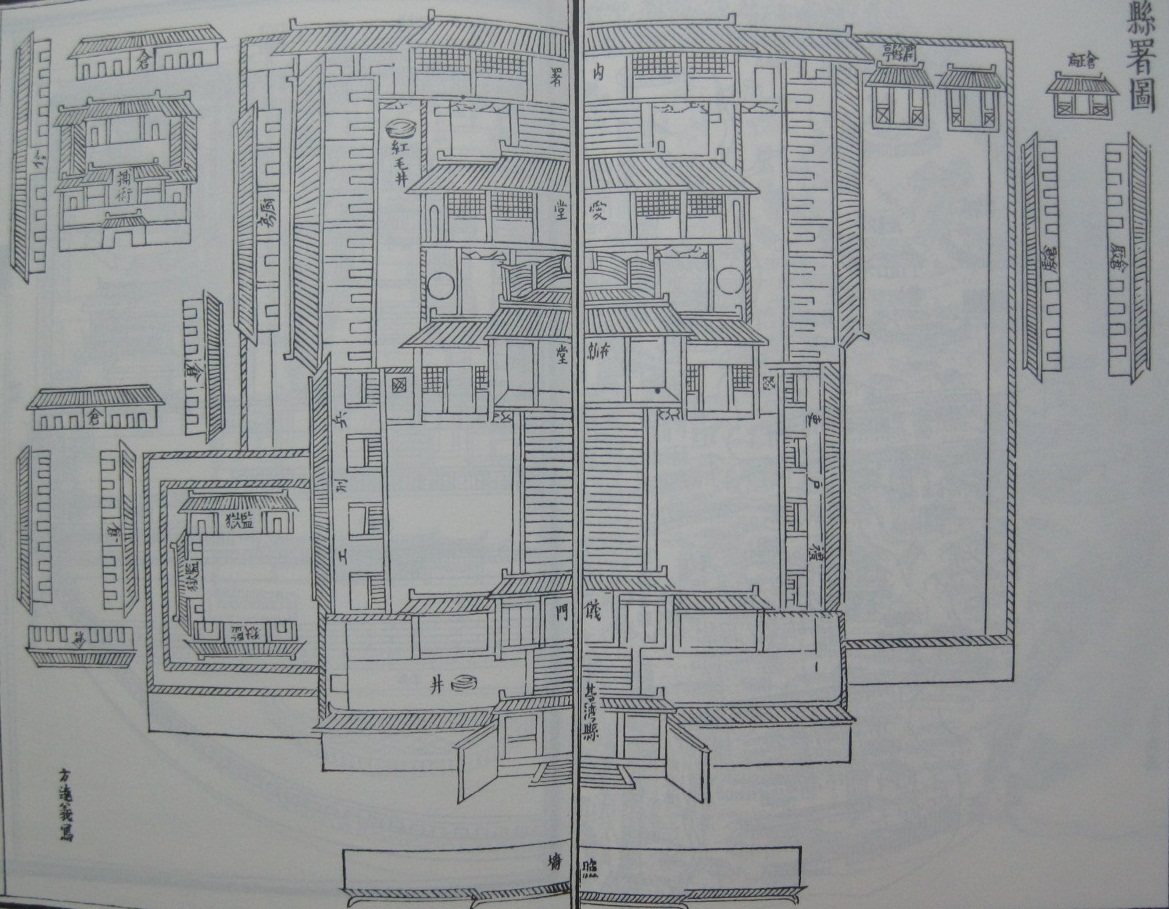
臺灣縣縣署（出自《重修臺灣縣志》）

1683年，施琅率軍於臺灣澎湖擊潰鄭氏王朝。1684年4月，經施琅力陳，清朝康熙皇帝正式置府縣於臺灣，設立臺灣府，隸屬於福建省，並延續明鄭時期承天府、天興州、萬年州設臺灣縣、諸羅縣與鳳山縣三個縣份。臺灣縣即合併原天興州的武定里、永康里、長興里、保大里、歸仁里、永豐里、新豐里、廣儲里、感化里等九里，與原萬年州的文賢里、仁和里、仁德里、崇德里等四里而來。臺灣縣縣城即是臺灣府城，位在臺南市中西區和北區一帶，管轄範圍則為今臺南市的南部與高雄市北邊部分區域，約是北起新港溪（今鹽水溪）南至二仁溪之間，面積約為2000－4500平方公里。
1734年，原鳳山縣羅漢門地區，即相當於今高雄市內門區以北的高雄地區改歸臺灣縣管轄。1835年時，調整與嘉義縣的縣界，改以曾文溪為界。
1887年臺灣府治改遷至後來的臺中市，原臺灣府治改為臺南府治，原臺灣縣則改稱安平縣，日後安平縣在日治初期原規劃為臺南縣轄區，後改臺南民政支部安平出張所，再改為臺南縣直轄。

## 行政區劃
1685年（康熙二十四年），臺灣縣下轄坊四、里十五，並轄澎湖各嶼：
- 坊：東安坊、西定坊、寧南坊、鎮北坊
- 里：武定里、永康里、廣儲東里、廣儲西里、長興里、新豐里、歸仁南里、歸仁北里、永豐里、保大東里、保大西里、仁德里、仁和里、文賢里、崇德里
- 澎湖三十六嶼

1712年（康熙五十一年），臺灣縣轄區不變。
1727年（雍正五年），澎湖獨立設廳。1734年（雍正十二年），臺灣縣除原有轄區外，併入原屬鳳山縣的永寧里、新昌里、依仁里、効忠里（原安平鎮，康熙六十一年改名）、土墼埕保、羅漢門庄，及原屬諸羅縣的新化里之半。至1740年（乾隆五年），臺灣縣下轄四坊、二十里、一保、二庄：
- 坊：東安坊、西定坊、寧南坊、鎮北坊
- 里：永康里、長興里、歸仁南里、歸仁北里、永豐里、新豐里、保大東里、保大西里、永寧里、仁和里、新昌里、依仁里、文賢里、仁德里、崇德里、武定里、廣儲西里、廣儲東里、新化里、効忠里
- 保：土墼埕保
- ：大穆降、羅漢門庄

1685年臺灣府行政區劃，粉色為臺灣縣範圍
1734年臺灣府行政區劃，橘色為臺灣縣範圍

## 歷任知縣
| - 沈朝聘 - 蔣相 - 王兆陞 - 錢巍業 - 李中素 - 盧承德 - 陳璸 - 王仕俊 - 孫元衡 - 張宏 - 洪一棟 - 俞兆岳 - 王禮 - 吳觀域 - 孫魯 - 周鍾瑄 - 徐琨 - 張廷琰 - 唐孝本 - 冷歧暉 | - 路以周 - 林興泗 - 馮紹立 - 殷鳳梧 - 魏素 - 袁本濂 - 朱岳楷 - 郝霪 - 楊允璽 - 李淮浦 - 費應豫 - 方邦基 - 李閶權 - 張若 - 趙燮 - 蘇渭生 - 周緝敬 - 魯鼎梅 - 劉辰駿 - 章士鳳 | - 傅爾泰 - 孟侯 - 宋清源 - 夏瑚 - 陶紹景 - 何愷 - 王瑛曾 - 徐德峻 - 趙愛 - 曾曰琇 - 解文燧 - 郁正 - 程峻 - 唐鎰 - 王露 - 方維憲 - 黃繼先 - 羅倫 - 仇賦苹 - 林昌炎 | - 何茹連 - 周祚熙 - 周作洵 - 薛志亮 - 程文炘 - 黎溶 - 高大鏞 - 溫溶 - 胡振遠 - 范邦幹 - 李慎彝 - 熊飛 - 顧隣 - 徐必觀 - 陳炳極 - 扥克通阿 - 裕祿 - 閻炘 - 王德潤 - 胡國榮 | - 張啟煊 - 劉功澍 - 管裕疇 - 鄭元杰 - 高鴻飛 - 姚鴻 - 許鳳翔 - 張傳敬 - 王衢 - 雷以鎮 - 于湘蘭 - 白鷺卿 - 孫壽銘 - 孫繼祖 - 潘慶辰 - 吳森 - 彭達孫 - 周志侃 - 祁徵祥 - 胡培滋 - 沈受謙 |

## 外部連結
- （繁體中文）臺灣縣-行政院文建會 （页面存档备份，存于）

| 先前政区： 天興縣 萬年縣 | 臺灣縣 1684年－1887年 | 後繼政区： 安平縣 |